# Ritratto del Perugino

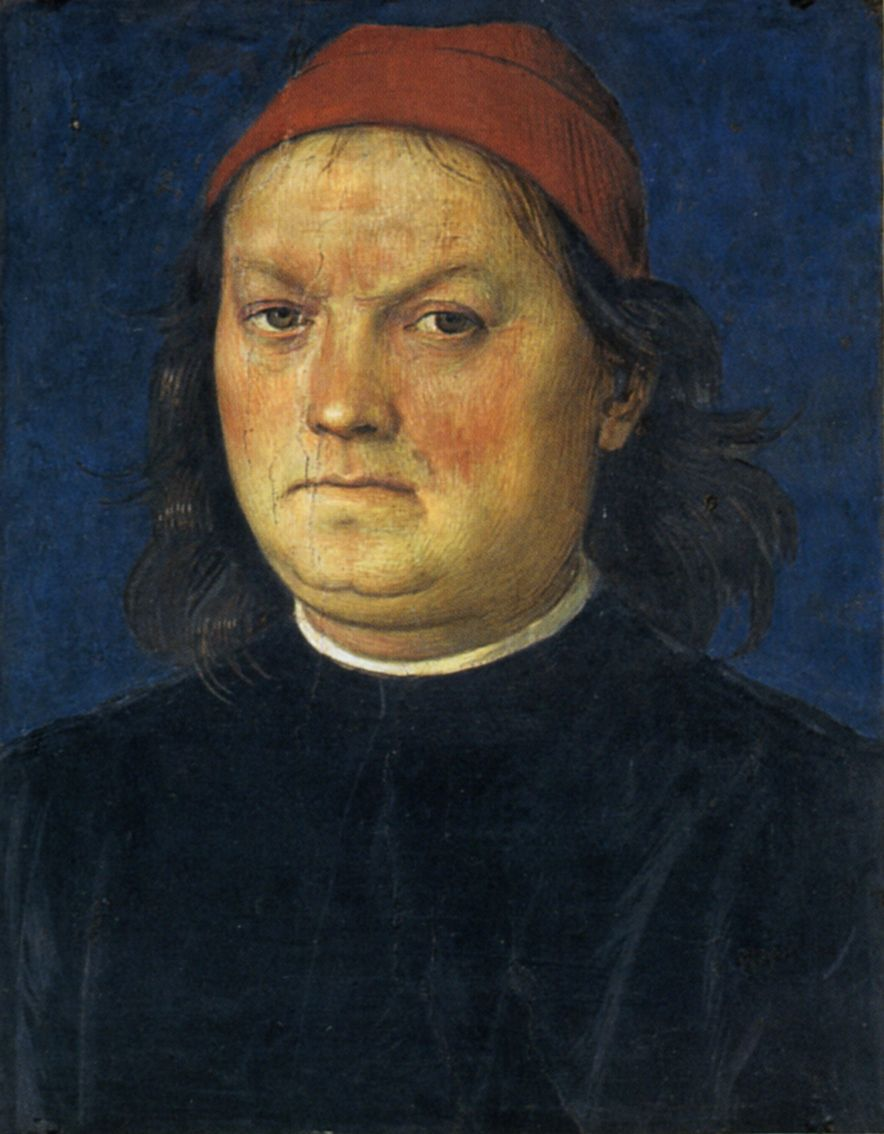
Pietro Perugino, Autoritratto, Perugia, Collegio del Cambio

Il Ritratto del Perugino è un dipinto a olio su tavola (59x46 cm) attribuito al giovane Raffaello o a Lorenzo di Credi, databile al 1504 circa e conservato nella Galleria degli Uffizi a Firenze.

## Storia
L'opera è conosciuta negli inventari della Gallerie fiorentine dal 1704, quando venne registrato come ritratto di Martin Lutero e attribuito a Hans Holbein il Giovane. In seguito, nel commento alle Vite di Audin (1825, ripreso poi da Milanesi nel 1879), venne identificato con un Ritratto di Verrocchio per mano di Lorenzo di Credi, citato da Vasari. Nel 1922 Adolfo Venturi lo attribuì, seguendo Thijs, al Perugino, poi Dagenhart (1931) rifece il nome di Lorenzo di Credi, seguito da Lietzmann (1934), Offner (1934), Beenken (1935) e Ortolani che finalmente chiamarono in causa Raffaello come autore e Perugino come soggetto. I contributi più recenti (Salvini, Bellosi), fanno il nome di Raffaello, ed è con questa attribuzione che l'opera è descritta in galleria.
Se l'identificazione col Perugino è oggi assodata, grazie ai confronti evidenti con l'autoritratto nella Sala delle Udienze del Collegio del Cambio, l'attribuzione dell'autore oscilla ancora tra Raffaello e Lorenzo di Credi. I fautori dell'attribuzione raffaellesca si rifanno a paragoni con il Ritratto di Francesco della Rovere a Firenze o il Ritratto virile alla Galleria Borghese, pure ritenuto da alcuni un ritratto del Perugino.
Dell'opera si conoscono varie copie: in collezione White a Londra, in collezione privata a Vienna, nella Galleria dell'Accademia Tadini a Bergamo, in Asta Castelloni a Roma (n. 1093) e alle Gallerie dell'Accademia a Venezia (n. 241).

## Descrizione e stile
Il protagonista è ritratto a metà figura mentre fissa lo spettatore e tiene le mani poggiate su una balaustra in primo piano, con un foglietto arrotolato nel pugno destro come il personaggio nel Ritratto di giovane, sempre attribuito a Raffaello). La scena è ambientata in una stanza con una finestra aperta sul paesaggio a sinistra. Il motivo del parapetto e della finestra sono un'evidente derivazione da opere fiamminghe, in particolare i ritratti di Hans Memling. L'uomo è vestito di nero, con una camicia bianca che sporge dal colletto e una berretta pure scura. Curiosamente si tratta dello stesso abbigliamento del Ritratto di Lorenzo di Credi attribuito al Perugino, che dimostra quello che doveva essere il modo comune di vestirsi tra gli artisti della cerchia peruginesca.